# Hundert Tage (Film)
Hundert Tage ist ein 1934 entstandener, deutsch-italienischer Spielfilm von Franz Wenzler. Werner Krauß spielte Napoleon Bonaparte in seiner letzten Herrschaftsphase, Gustaf Gründgens war sein Gegenspieler Joseph Fouché.

## Handlung
Napoleon Bonaparte wurde von den europäischen Siegermächten in die Verbannung auf Elba entsandt, währenddessen die Österreicher, Preußen, Engländer und Russen auf dem Wiener Kongress um eine Nachkriegsordnung verhandeln. Da erreicht die illustre Gesellschaft am 26. Februar 1815 eine Hiobsbotschaft: Napoleon hat sich mit 1000 seiner Getreuen eingeschifft, Zielrichtung: südfranzösische Küste. Es beginnt die „Herrschaft der Hundert Tage“. König Ludwig XVIII. entsendet Truppen, um dem Intermezzo Napoleons rasch ein Ende zu bereiten. Nahe Grenoble kommt es zu einer denkwürdigen Begegnung der beiden französischen Armeen. Napoleon tritt unbewaffnet den königlichen Soldaten, die mit ihren Gewehrläufen auf ihn zielen, entgegen und kann sie mit seiner puren Präsenz und seinem Charisma davon überzeugen, zu seinen Männern überzulaufen. Wenige Tage später erfolgt der prachtvolle Einzug in Paris. Der dicke König kehrt desillusioniert der Hauptstadt den Rücken und begibt sich erneut ins Exil. 
Die triumphale Rückkehr des einstigen Kaisers erweckt auf dem Wiener Kongress bei den Siegermächten die schlimmsten Befürchtungen. Als Napoleons einziger Gegenspieler von Format im eigenen Land bleibt jetzt nur noch der fintenreiche Polizeiminister Fouché, ein Meister des geschickten Lavierens. Dieser hat sich insgeheim mit dem abgesetzten und geflohenen König verbündet, um Napoleon zu stürzen. Preußen und Engländer planen derweil, das Problem Napoleon ein für alle Mal militärisch zu beenden. Nach mehreren Scharmützeln kommt es nahe Waterloo zur Entscheidungsschlacht. Anfänglich droht Napoleon die Oberhand zu erlangen, da der englische Heerführer Duke of Wellington nicht allein dessen Truppen zu schwächen vermag. In letzter Minute stößt der bei Ligny vorübergehend zurückgeworfene „Marschall Vorwärts“ Blücher hinzu und besiegelt dadurch die endgültige Niederlage der napoleonischen Armee. Der geschlagene Kaiser flieht zurück nach Frankreich, wo er durch Fouchés Wirken im Hintergrund den Rückhalt der Politik verliert und abdanken muss. Schließlich begibt er sich in die Hände der Engländer. Die bringen Napoleon als ihren persönlichen Gefangenen auf ein Schiff und deportieren ihn auf die im Südatlantik gelegene Insel St. Helena. Die Schreckensherrschaft der hundert Tage ist endgültig vorüber.

## Produktionsnotizen
Hundert Tage wurde von Mitte Oktober bis Mitte Dezember 1934 in Italien gedreht. Die Studioaufnahmen entstanden im Pisorno-Atelier in Tirrenia, die Außenaufnahmen u. a. auf der Insel Elba. Die Uraufführung erfolgte am 15. März 1935 in der Schauburg in Hamburg-St. Pauli. Die Berliner Erstpräsentation war am 22. März 1935 im Capitol. Zeitgleich wurde auch eine italienische Fassung unter dem Titel Campo di maggio von Giovacchino Forzano gedreht. Mit Ausnahme von Rose Stradner spielten dort komplett andere Schauspieler.
Die künstlerische Oberaufsicht und Beratung hatte Ernst Hanfstaengl, zu diesem Zeitpunkt Adolf Hitlers Auslandspressechef. Er beteiligte sich auch an der Komposition zu diesem Film. Italiens Duce Benito Mussolini lieferte die literarische Vorlage und soll Hauptdarsteller Krauß Anweisungen gegeben haben, wie er den Napoleon zu spielen habe. Krauß, der bereits fünf Jahre zuvor den Franzosenkaiser in dem Stummfilmdrama Napoleon auf St. Helena verkörperte, hatte diese Rolle an der Seite von Gründgens als Fouché bereits in der Bühnenfassung in Berlin (Staatliches Schauspielhaus 1934) gespielt.
Für Regisseur Wenzler war dies die letzte Kinofilminszenierung.

## Kritiken
Die Österreichische Film-Zeitung schrieb über den Film: „Werner Krauss spielt mit hinreißender Kunst Napoleon, der seinen schon im Untergehen begriffenen Stern noch ein letztes Mal zum Aufleuchten bringt. (…) Für die Regie zeichnet Franz Wenzler, dem besonders die Schlachtenszenen sehr eindringlich gelungen sind.“
Paimann’s Filmlisten resümierte: „…letzte, vielleicht dramatisch bewegteste Phase im Leben des Korsen. Trotzdem, entgegen dem Vorwurf, nur ein Bilderbogen aus großangelegten Massen- und den Heros vermenschlichenden Spielszenen, mit prägnantem Dialog. Nicht immer absolut filmisch und mit der nötigen Eindringlichkeit in Szene gesetzt. Krauss nicht frei von Pose, glaubhafter sein Gegenspieler Gründgens (Fouché); um sie ein figurenreiches, wenig hervortretendes Ensemble. (…) Nicht als dramatisches Werk, wohl aber als geschichtliche Rekonstruktion immerhin über dem Durchschnitt.“
„Ideologisierender Historienfilm, der Napoleon als aufrechten Mann im Kampf gegen die Hinterlist der Debattierer und Diplomaten um Fouché schildert.“
„HUNDERT TAGE und die von Forzano gleichzeitig realisierte italienische Version CAMPO DI MAGGIO sind das interessante Beispiel einer Zusammenarbeit zwischen dem faschistischen Italien und dem nationalsozialistischen Deutschland. In beiden Filmen liegen die Parallelen zwischen inszenierter Geschichte und aktuellem Geschehen auf der Hand: vom Marsch auf Paris, der in die Nähe von Mussolinis Marsch auf Rom im Oktober 1922 gesetzt wird, über die Verachtung des Wiener Kongresses und das Ignorieren des Völkerbundes durch Italien beim Angriff auf Äthiopien im selben Jahr bis zu Napoleon, der in der deutschen und italienischen Version als die Führerpersönlichkeit schlechthin erscheint. Die Verkörperung Napoleons durch Werner Krauß schlägt dabei den Bogen zu Preußenfilmen der Weimarer Republik wie NAPOLEON AUF ST. HELENA (1929) von Lupu Pick oder YORCK (1931) von Gustav Ucicky. HUNDERT TAGE steht somit in einer Linie mit früheren und späteren Filmen über heroische Einzelgänger, die den Führerkult zurück in die Vergangenheit spiegeln, um einer gegenwärtigen Politik Legitimität zu verschaffen.“